# Milan Šašik
Milan Šašik CM (ur. 17 września 1952 w Lehocie, zm. 14 lipca 2020 w Użhorodzie) – słowacki eparcha greckokatolicki, biskup eparchii mukaczewskiej Kościoła katolickiego obrządku bizantyjsko-rusińskiego na Ukrainie w latach 2010–2020.

## Życiorys
Urodził się w gminie Lehota w powiecie Nitra na Słowacji. Wstąpił do zgromadzenia Zgromadzenia Misji, w którym 27 września 1975 złożył śluby wieczyste. Święcenia kapłańskie przyjął 6 czerwca 1976. Był m.in. pracownikiem nuncjatury na Ukrainie (1992–1998), mistrzem nowicjatu w rodzinnym kraju (1998−2000), a także proboszczem parafii (2000−2002).
12 listopada 2002 papież Jan Paweł II mianował go tytularnym biskupem Bononii i administratorem apostolskim eparchii mukaczewskiej, zaś 6 stycznia następnego roku osobiście udzielił mu w Watykanie sakry biskupiej. 17 marca 2010 został mianowany pełnoprawnym ordynariuszem eparchii. Zmarł 14 lipca 2020 w Użhorodzie w wyniku zakrzepicy.